# ロンガローネ
ロンガローネ（伊: Longarone）は、イタリア共和国ヴェネト州ベッルーノ県にある、人口約5,100人の基礎自治体（コムーネ）である。1963年10月9日、バイオントダム災害による大惨事を経験した。
2014年2月22日、カステッラヴァッツォを編入した。

## 地理

### 位置・広がり・地勢
ベッルーノ県の東部に位置し、東にポルデノーネ県（フリウリ＝ヴェネツィア・ジュリア州）と境を接する。アルプスに源を発しアドリア海に注ぐピアーヴェ川の上流に開けた小盆地に築かれた町である。県都ベッルーノから北北東15km、マニアーゴから西北西へ38km、州都ヴェネツィアから北へ93kmの距離にある。

#### 隣接コムーネ
隣接するコムーネは以下の通り。括弧内のPNはポルデノーネ県所属を示す。
- オスピターレ・ディ・カドーレ - 北
- エルト・エ・カッソ (PN) - 東
- ソヴェルゼネ - 南東
- ポンテ・ネッレ・アルピ - 南
- セーディコ - 南西
- ベッルーノ - 南西
- ラ・ヴァッレ・アゴルディーナ - 西
- ヴァル・ディ・ゾルド - 北西

### 気候分類・地震分類
気候分類では、zona F, 3331 GGに分類される。
また、イタリアの地震リスク階級 (it) では、zona 2 (sismicità media) に分類される。

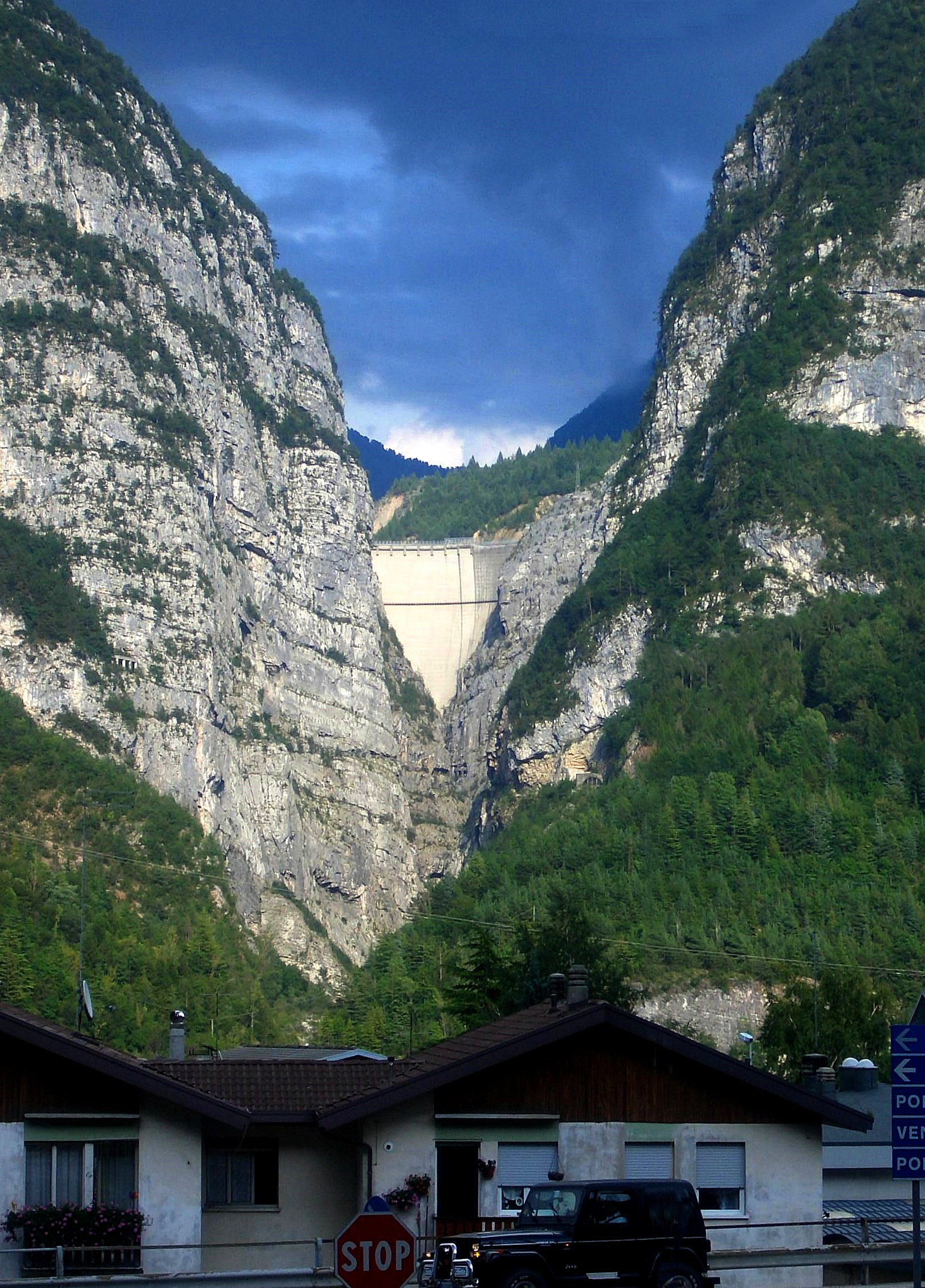
ロンガローネの町から見るバイオントダムの堤体
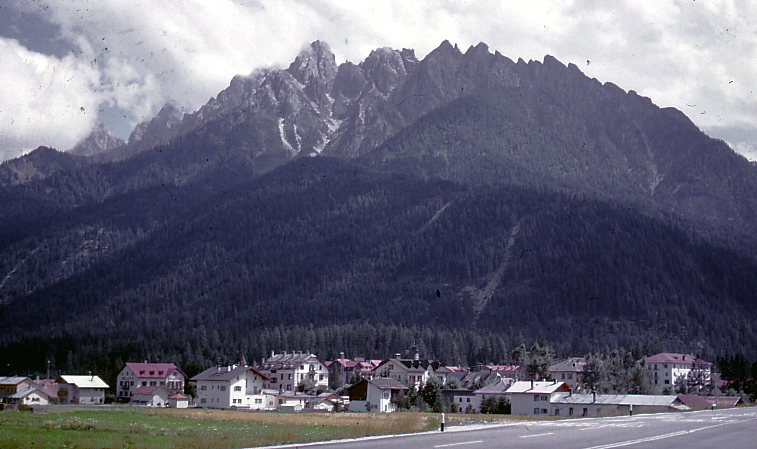

## 歴史

### 古代・中世
ロンガローネの歴史はローマ時代まで遡ることができ、墓地や街道など当時の遺跡が残されている。地名の起源ははっきりしないが、「細長い土地」を意味する longus から派生した Longara との関連が推測される。
町の中心部にある聖クリストフォロ教会は、1300年頃に建設された。中世の歴史はベッルーノとともに歩んでおり、1420年以降はヴェネツィア共和国の領域に入った。

### 近代
ロンガローネの町は長らくカステッラヴァッツォに属する地位にあったが、ナポレオン統治下の1806年に独立した都市となった。ウィーン会議後はオーストリアの勢力下に入り、1866年、イタリアに編入された。18世紀、ロンガローネは流通の拠点として経済的な繁栄を見せた。
第一次世界大戦中の1917年11月には、カポレットの戦いに関連したロンガローネの戦い (it:Battaglia di Longarone) の舞台となった。ドイツ軍のエルヴィン・ロンメル中尉は、ロンガローネに置かれたイタリア軍の駐屯地を占領し、多数の捕虜を得て名を高めた。

### 第二次世界大戦後
1960年、この町の東にバイオントダムが完成した。262mという堤高は、当時世界で最も高いものであった。
1963年10月9日夜、バイオントダム災害 (it:Disastro del Vajont) が発生した。トック山から崩落した土砂がダム湖になだれ込んだ結果、ダムに湛えられていた5000万立方メートルの水は津波となり、堤を乗り越えてあふれ出した。堤の真西にあったロンガローネの町はその直撃を受け、泥水に飲み込まれた。この災害による1909人の死者のうち、ロンガローネのコムーネは1450人の犠牲を出している。
この災害のあと町は再建され、復興を遂げている。
2003年10月、災害の40周年を迎えての追悼行事がロンガローネで行われ、チャンピ大統領が出席した。

## 行政

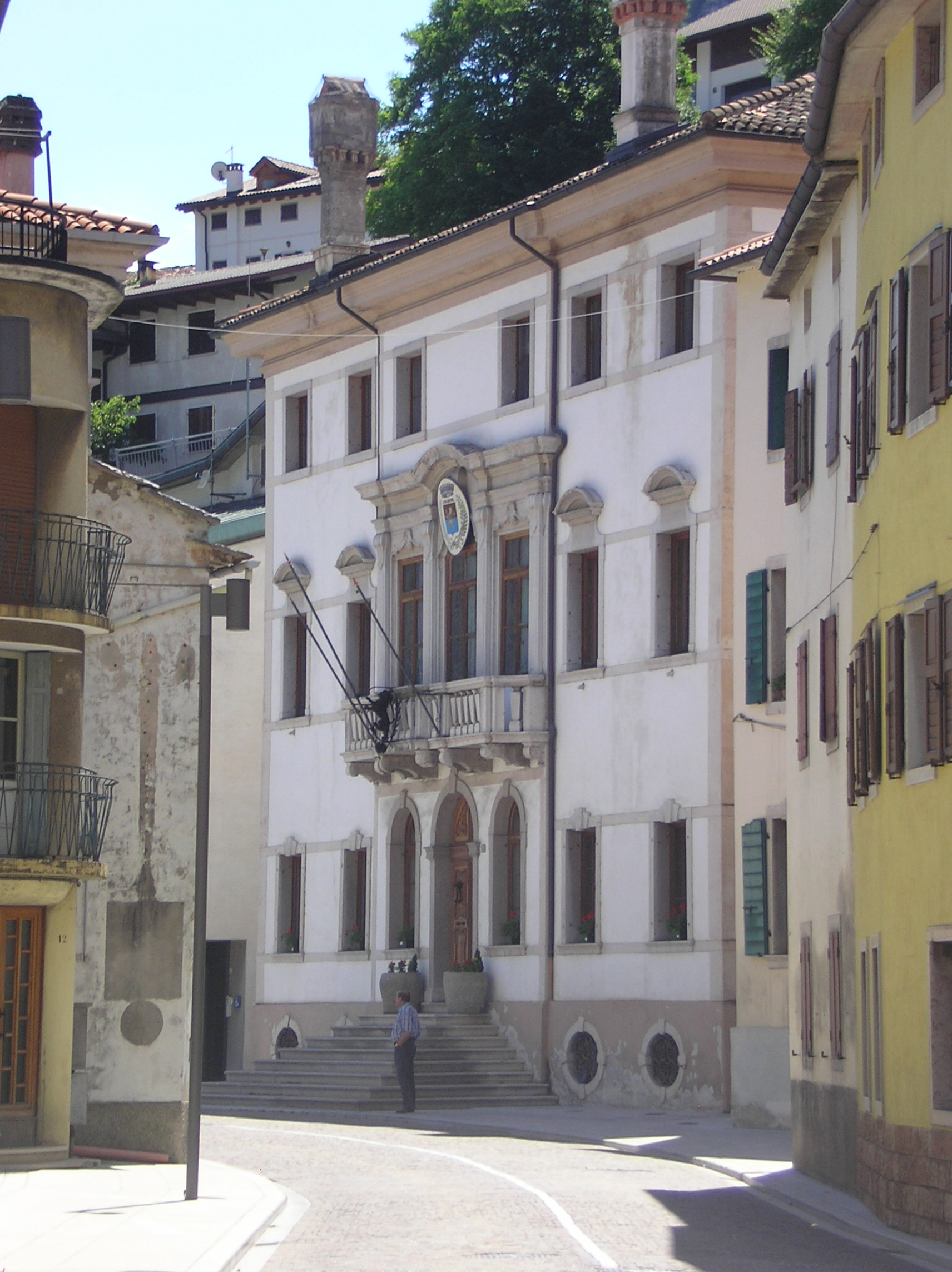
ロンガローネ市役所。バイオントダム災害をくぐり抜けた数少ない建物の一つ

### 分離集落
ロンガローネには以下の分離集落（フラツィオーネ）がある。
- Castellavazzo, Codissago, Dogna, Faè, Fortogna, Igne, Olantreghe, Pirago, Muda, Maè, Podenzoi, Provagna, Rivalta, Roggia, Soffranco

## 経済・産業
ロンガローネに仕事を持っている人は4,642人にのぼり、これは居住人口の112.62%にあたる。住人の多くはコムーネの中で働いている。

### 眼鏡
ベッルーノ県北東部（ロンガローネからコメーリコ・スペリオーレにかけてのカドーレ谷一帯）は、イタリアにおける眼鏡産業の集積地であり、ロンガローネはその中心地の一つである。ロンガローネ集落の南にはピアーヴェ川に沿って工業団地が造成されており、2000年代におけるイタリアの眼鏡大手4社うち、デ・リーゴ (it:De Rigo) とマルコリン社 (it:Marcolin) は、ロンガローネに本社を構えている。

### ジェラート
ロンガローネは、隣接するゾルド谷・カドーレ谷の村（ゾルド・アルト、フォルノ・ディ・ゾルド、ゾッペ・ディ・カドーレ）とともに、ジェラートの町としても知られている。ロンガローネでは毎年冬に「国際ジェラート展示会」（Mostra Internazionale del Gelato Artigianale, 略称:MIG）が開かれている。「国際ジェラート展示会」は1959年12月に第1回が開かれた。

## 交通
国道 SS51 がピアーヴェ川に沿ってコムーネを南北に縦貫しており、北はカステッラヴァッツォを経てピエーヴェ・ディ・カドーレに、南はポンテ・ネッレ・アルピに至る。また、コムーネを東西に貫く県道 SP251 は、西にゾルド谷を遡ってラ・ヴァッレ・アゴルディーナとを結び、東にフリウリ＝ヴェネツィア・ジュリア州との州境を越えヴァイオント谷に入り、エルト・エ・カッソとを結ぶ。

## 姉妹都市
- Urussanga (Urussanga) （ブラジル）
- バーニ・ディ・ルッカ（トスカーナ州）

## 註
1. ↑  “Popolazione residente al 1° Gennaio 2022” (イタリア語).  国立統計研究所（ISTAT）. 2022年9月9日閲覧。左側メニューのRipartizione:Nord-est > Regione:Veneto > Provincia:Belluno > Longarone を選択
2. ↑  国立統計研究所（ISTAT）. “Tavola: Popolazione residente - Belluno (dettaglio loc. abitate) - Censimento 2001.” (イタリア語). 2019年11月25日閲覧。よりカステッラヴァッツォとロンガローネの数値を合算
3. ↑  国立統計研究所（ISTAT）. “Tavola: Superficie territoriale (Kmq) - Belluno (dettaglio comunale) - Censimento 2001.” (イタリア語). 2019年11月25日閲覧。よりカステッラヴァッツォとロンガローネの数値を合算
4. ↑  “Tabella dei gradi/giorno dei Comuni italiani raggruppati per Regione e Provincia”.  新技術エネルギー環境局(ENEA) (2011年3月1日). 2017年1月1日時点のオリジナルよりアーカイブ。2020年9月20日閲覧。
5. ↑  “classificazione sismica aggiornata al 31-marzo-2022-provincia” (xls). https://rischi.protezionecivile.gov.it/it/sismico/attivita/classificazione-sismica.  イタリア市民保護局. 2022年4月30日閲覧。
6. ↑  La tragedia del Vajont, Il sito ufficiale del comune di Longarone
7. ↑  Francesco Niccolini,Vajont, una frana annunciata, e riferimenti ivi citati.
8. 1 2  遠山恭司「イタリアものづくりの都市を訪ねて　第８回 眼鏡枠のまち　ベッルーノ（Belluno、ヴェネト州）」 - イタリアの産業・地域・中小企業
9. 1 2  加藤明『眼鏡産地の盛衰 : 福井県・鯖江市とイタリア・ベッルーノ産地比較のケース』JAIST Press〈文部科学省・科学技術振興調整費・地域再生人材創出拠点形成プログラム石川伝統工芸イノベータ養成ユニット・ケースブックシリーズ〉、2008年。hdl:10119/8844。ISBN 9784903092164。
10. ↑  Mostra Internazionale del Gelato Artigianale